# Aloro

Mapa de la Antigua Macedonia con la ubicación de Aloro, al norte de Metone, cerca del Golfo Termaico.

Aloro (en griego, Ἀλωρος) fue una antigua ciudad griega situada en Macedonia.  
Es mencionada en el Periplo de Pseudo-Escílax como una de las ciudades griegas de Macedonia. Es  citada entre las ciudades de Metone y Pela.
Estrabón dice que estaba en el golfo Termaico, que pertenecía al distrito de Botía y la sitúa entre Metone —a una distancia de setenta estadios de la misma— y el río Haliacmón.
Un personaje célebre de la ciudad fue Ptolomeo de Aloro, que llegó a reinar en Macedonia por un corto espacio de tiempo a mediados del siglo IV a. C.